# Pantana meridionalis
Pantana meridionalis är en fjärilsart som beskrevs av Collenette 1932. Pantana meridionalis ingår i släktet Pantana och familjen tofsspinnare. Inga underarter finns listade i Catalogue of Life.